# Asa Nonami
Asa Nonami (乃南アサ?, Nonami Asa; Tokyo, 19 agosto 1960) è una scrittrice giapponese.

## Biografia
Nata nel 1960 a Tokyo, ha frequentato l'Università di Waseda dove ha studiato sociologia prima di abbandonare gli studi e iniziare a lavorare nella pubblicità.
Ha debuttato nella narrativa nel 1988 con il romanzo Kōfuku na Chōshoku che le è valso il Premio letterario Nihon Suiri Sasupensu Taishō.
Socia dell'organizzazione Mystery Writers of Japan, la sua produzione letteraria spazia dal giallo all'horror e le sue opere hanno fornito il soggetto per film e serie televisive.

## Opere (parziale)

### Romanzi
- Kōfuku na Chōshoku (幸福な朝食?) (1988)
- Anki (暗鬼?) (1993)
- Namida (涙?) (2000)
- Chi no Hate kara (地のはてから?) (2010)

### Serie Detective Takako Otomichi
- Kogoeru Kiba (凍える牙?) (1996)
- Hana Chiru Koro no Satsujin (花散る頃の殺人?) (1999)
- Kusari (鎖?) (2000)
- Miren (未練?) (2001)
- Warau Yami (嗤う闇?) (2004)
- Kaze no Epitafu (風の墓碑銘?) (2006)

### Raccolte di racconti
- Body: racconti (Karada (躯?), 1999), Roma, Atmosphere libri, 2023 traduzione Daniela Guarino ISBN 978-88-6564-417-1.
- Kinryōku (禁猟区?) (2010)

## Adattamenti cinematografici (parziale)
- Megami no Kakato cortometraggio all'intermo di Fīmeiru, regia di Miwa Nishikawa (2005)
- Haulling, regia di Yoo Ha (2005)
- Shabon dama, regia di Shinji Higashi (2017)

## Adattamenti televisivi (parziale)
- Itsuha hi no ataru basho de serie TV, regia di Mirai Shibuya (2013)

## Premi e riconoscimenti

### Vincitrice
Premio letterario Nihon Suiri Sasupensu Taishō
- 1988 per Kōfuku na Chōshoku

Premio Naoki
- 1996 per Kogoeru Kiba[6]

Premio Chuokoron
- 2011 per Chi no Hate kara